# 223省道 (浙江省)
S223省道又称仙清线，是中国浙江省省道之一，原编号41省道。S223省道路线的起点是台州市仙居县城关，经过步路乡、上张乡进入温州市永嘉县，终点为瓯北镇清水埠,故又称仙清线。